# 1. FC Nürnberg
1. FC Nürnberg je njemački nogometni klub iz Nürnberga.

## Naslovi i nagrade

### Prvaci
Bundesliga (9x): 
- 1920., 1921., 1924., 1925., 1927., 1936., 1948., 1961., 1968.

Njemački kup (4x): 
- 1935., 1939., 1962., 2007.

## Poznati igrači
- Leon Benko
- Isaac Boakye
- Bartosz Bosacki
- Breno
- Cacau
- Zvezdan Čebinac
- Angelos Charisteas
- Josip Drmić
- Roland Grahammer
- İlkay Gündoğan
- Uli Hoeneß
- Hiroshi Kiyotake
- Jan Koller
- Andreas Köpke
- Robert Kovač
- Marek Mintál
- Andreas Ottl
- Emanuel Pogatetz
- Matthew Spiranovic
- Jakub Sylvestr
- Róbert Vittek
- Ivica Banović

## Vanjske poveznice
- Službene klupske stranice
- Nürnberg na Abseitsovu vodiču
- Klupske statistike  Arhivirana inačica izvorne stranice od 13. kolovoza 2006. (Wayback Machine)